# Region Logon Wschodni
Region Logon Wschodni – jeden z 22 regionów administracyjnych Czadu, znajdujący się w południowej części kraju. Graniczy z regionami: Logon Zachodni, Tandjilé, Mandoul oraz Kamerunem i Republiką Środkowoafrykańską. Nazwa regionu związana jest z rzeką Logone.
Znaczną część (ok. 50%) mieszkańców regionu stanowi lud Ngambay, będący odłamem najliczniejszego w południowym Czadzie ludu Sara.
Inne wspólnoty etniczno-językowe to Gor, Mboum, Goulay oraz Mongo.
Podstawą utrzymania ludności jest hodowla oraz uprawa bawełny.
W regionie występują złoża ropy naftowej, których eksploatację współfinansuje Bank Światowy, mimo kontrowersji związanych z kwestiami ekologicznymi oraz ochroną praw człowieka. W eksploatacji złóż ropy zaangażowały się kompanie ExxonMobil, ChevronTexaco i Petronas. W 2005 r. ukończony został rurociąg transportujący ropę od miasta Doba do portu Kribi w Kamerunie. Zgodnie z planami Banku Światowego zyski z wydobycia ropy w okolicach Doby miały być przeznaczone na rozwój całego regionu, jednak większość pieniędzy przeznaczona została przez władze czadyjskie na inne cele, głównie militarne.
| Departament  | Stolica   | Prefektury                                       |
| ------------ | --------- | ------------------------------------------------ |
| Nya          | Bébédjia  | Bébédjia, Mbikou, Béboni, Miandoum               |
| Nya Pendé    | Goré      | Békan, Donia, Goré, Yamodo                       |
| Pendé        | Doba      | Doba, Kara, Madana, Komé                         |
| Kouh-Est     | Bodo      | Bodo, Bédjo, Béli                                |
| Kouh-Ouest   | Bodo      | Béboto, Baké, Dobiti                             |
| Monts de Lam | Baïbokoum | Baïbokoum, Bessao, Mbaïkoro, Mbitoye, Laramanaye |

## Historia
Region zajmuje tereny dawniejszej prefektury Logon Wschodni, utworzonej 29 stycznia 1969 r. w wyniku podziału prefektury Logon na trzy części: Logon Zachodni, Logon Wschodni i Tandjilé. Do rangi regionu prefektura Logon Zachodni podniesiona została w wyniku reformy podziału administracyjnego, która weszła w życie w październiku 2002 r. W latach 2002–2008 Logon Wschodni był jednym z 18 regionów, na jakie podzielony był Czad.

### Departamenty
Dawny podział regionu Logon Wschodni na departamenty:
| Departament  | Stolica   | Prefektury                                       |
| ------------ | --------- | ------------------------------------------------ |
| Nya          | Bébédjia  | Bébédjia, Mbikou, Béboni, Miandoum               |
| Nya Pendé    | Goré      | Békan, Donia, Goré, Yamodo                       |
| Pendé        | Doba      | Béboto, Doba, Kara, Madana, Komé                 |
| Kouh-Est     | Bodo      | Bodo, Baké, Dobiti                               |
| Monts de Lam | Baïbokoum | Baïbokoum, Bessao, Mbaïkoro, Mbitoye, Laramanaye |